# Dezső Bundzsák
Dezső Bundzsák (en húngaro: Bundzsák Dezső; Kiskunhalas, Hungría, 3 de mayo de 1928-Budapest, Hungría, 1 de octubre de 2010) fue un jugador y entrenador de fútbol húngaro. En su etapa como jugador profesional se desempeñaba como centrocampista o delantero.

## Selección nacional
Fue internacional con la selección de fútbol de Hungría en 25 ocasiones y convirtió un gol.

### Participaciones en Copas del Mundo
| Mundial                        | Sede   | Resultado      | Partidos | Goles |
| ------------------------------ | ------ | -------------- | -------- | ----- |
| Copa Mundial de Fútbol de 1958 | Suecia | Fase de grupos | 3        | 0     |

## Equipos

### Como jugador
| Equipo   | País    | Año       |
| -------- | ------- | --------- |
| Vasas SC | Hungría | 1950-1964 |

### Como entrenador
| Equipo                       | País    | Año       |
| ---------------------------- | ------- | --------- |
| Pierikos                     | Grecia  | 1966-1968 |
| Panionios                    | Grecia  | 1968-1970 |
| Apollon Atenas               | Grecia  | 1970-1972 |
| SZEOL AK                     | Hungría | 1972-1974 |
| Fősped Szállítók             | Hungría | 1974-1976 |
| Győri MÁV DAC                | Hungría | 1977-1978 |
| Selección nacional           | Egipto  | 1979      |
| Vasas SC                     | Hungría | 1980-1982 |
| Göd                          | Hungría | 1984      |
| Pierikos                     | Grecia  | 1984-1985 |
| Balassagyarmat               | Hungría | 1986-1987 |
| Gyöngyösi AK                 | Hungría | 1987-1988 |
| Selección nacional (femenil) | Hungría | 1995-1996 |

## Palmarés

### Como jugador

#### Campeonatos nacionales
| Título              | Equipo   | País    | Año  |
| ------------------- | -------- | ------- | ---- |
| Copa de Hungría     | Vasas SC | Hungría | 1955 |
| Nemzeti Bajnokság I | Vasas SC | Hungría | 1957 |
| Nemzeti Bajnokság I | Vasas SC | Hungría | 1961 |
| Nemzeti Bajnokság I | Vasas SC | Hungría | 1962 |

#### Copas internacionales
| Título       | Equipo   | Sede                         | Año  |
| ------------ | -------- | ---------------------------- | ---- |
| Copa Mitropa | Vasas SC | Budapest (Hungría)           | 1956 |
| Copa Mitropa | Vasas SC | Novi Sad (RFS de Yugoslavia) | 1957 |
| Copa Mitropa | Vasas SC | Budapest (Hungría)           | 1962 |

#### Distinciones individuales
| Distinción                    | Año  |
| ----------------------------- | ---- |
| Futbolista del año en Hungría | 1957 |

### Como entrenador

#### Campeonatos nacionales
| Título          | Equipo   | País    | Año  |
| --------------- | -------- | ------- | ---- |
| Copa de Hungría | Vasas SC | Hungría | 1981 |